# Enrique Guerrero Larrañaga
Enrique Gabriel Guerrero Larrañaga (Ciudad de México, 23 de marzo de 1914-1 de mayo dw 2013) fue un arquitecto mexicano funcionalista activo en la construcción de arquitectura escolar y hospitalaria entre 1938 a 1972. Formó parte de una generación notable, consolidando un nuevo escenario para la arquitectura moderna de México.

## Nota biográfica
Enrique Guerrero nació en la Ciudad de México el 23 de marzo de 1914. Estudió su carrera profesional en la Escuela Nacional de Arquitectura entonces en la Academia de San Carlos, donde fue compañero de Augusto H. Álvarez García, Alberto T. Arai, Mauricio Gómez Mayorga, Carlos Lazo, Armando Nicolau Quintana, Antonio Pastrana Ochoa, Ramón Marcos, Ramiro González del Sordo y, la primera arquitecta de México, María Luisa Dehesa Gómez Farías. Fue miembro de la Unión de Arquitectos Socialistas, agrupación de arquitectos funcionalistas que incluía entre sus miembros a Juan O'Gorman, Alberto T. Arai, Carlos Leduc y Enrique Yáñez entre otros. Inició su carrera con la participación en un concurso abierto para edificios sociales de la Confederación de Trabajadores de México en 1938; el proyecto presentado con Alberto T. Arai y Raúl Cacho resultó ganadora con una propuesta racionalista con dos pesados bloques horizontales unidos por un cuerpo curvo de vidrio.
Además de su trabajo en arquitectura fue poeta. Entre 1936 y 1938 la Revista Taller Poético publicó dos libros de poesías de Enrique Guerrero Larrañaga. En 1970 publicó otro libro utilizando el pseudónimo de Enrique Gabriel. El libro, intitulado Poesías fue editado en México por Ediciones SEI. En 1985 se publicó un cuarto libro Identificaciones (1977-1983) por parte del editorial Fondo de Cultura Económica.

## Vida profesional
Se involucró varios años en la construcción de escuelas, con diferentes cargos en el CAPFCE, entre ellos el de Jefe de Zona Fundador en el Estado de Michoacán (1944-46). En Michoacán diseñó el Centro Escolar Independencia en Morelia y otra escuela primaria en Uruapan (demolida). Después de su estancia en Michoacán, Guerrero regresó a la Ciudad de México donde siguió laborando en el CAPFCE como Jefe del Taller de Arquitectura (entre 1950 y 1952), Subdirector del Departamento de Planeación y Proyectos (1953) y Director de Planeación y Proyecto del CAPFCE (de 1954 a 1956). Durante este periodo realizó escuelas en Tlaxcala, en la Ciudad de México y en Jalapa, Veracruz.
En 1941 se fue al Puerto de Veracruz donde realizó una policlínica municipal. Trabajó de 1942-1943 en la Oficina de Estudios del Plano Regulador de la Ciudad de México. A partir de esta experiencia, participó con el grupo de arquitectos que inició el Programa de Hospitales de la SSA, actividad que lo llevó a proyectar cinco nosocomios entre 1941 y 1946 incluyendo tres edificios en Chiapas: el Hospital General de Tapachula, el Hospital General Rural de Cacahotán y el Hospital General Rural de Pichucalco.  También construyó el Hospital del ISSSTE en Morelia en 1972. Fue discípulo de Enrique Yáñez y partícipe del periodo en que se establecía un nuevo modelo de hospital que contemplaba cuatro partes fundamentales –consulta externa, servicios intermedios, servicios de hospitalización y servicios generales, que por lo general eran legibles en la volumetría de los edificios que solían estar compuestos por bloques longitudinales articulados por circulaciones o áreas comunes.
Enrique Guerrero Larrañaga también participó en el proyecto de la ciudad universitaria de la UNAM con el diseño de la Escuela de Ciencias Químicas, proyecto en el que participó también Enrique Yáñez y Guillermo Rossell. Sin duda, es el edificio más publicado en el que haya participado Guerrero, seguramente por estar incluido en numerosas reseñas sobre el proyecto de Ciudad Universitaria. El edificio está compuesto de dos grandes volúmenes que se intersecan. Uno de ellos hospeda la biblioteca, las oficinas administrativas y los auditorios y el otro las aulas y los laboratorios.  En esta unidad se colocaron las aulas entre los laboratorios de tal manera que un aula servía como área de demostración para dos laboratorios.
En otra etapa de su vida profesional retornó al tema de los hospitales en la Secretaría de Salud y Asistencia (SSA) y en el IMSS y se puede decir que desde 1957 se dedicó casi exclusivamente al tema de arquitectura para la salud, ocupando diversos cargos en estas instituciones y participando en obras de gran envergadura como el Centro Médico Nacional. Realizó en 1972 el Hospital Vasco de Quiroga del ISSSTE en la ciudad de Morelia, Michoacán.

## Obras relevantes

### Arquitectura escolar
- Escuela primaria Independencia, Morelia, Michoacán, 1946
- Escuela primaria, Uruapan, Michoacán, 1946
- Escuela primaria, Tlaxcala, Tlaxcala, 1954
- Escuela primaria, Ermita, Ciudad de México, 1955
- Escuela secundaria, Jalapa, Veracruz, 1955

### Arquitectura para la salud
- Policlínica Municipal, Veracruz, Veracruz, 1941
- Hospital General (SSA), Tapachula, Chiapas, 1944
- Hospital General Rural (SSA), Cacahotán, Chiapas, 1944
- Hospital General Rural (SSA), Pichucalco, Chiapas, 1944
- Hospital Rural (SSA), Morelia, Michoacán, 1945 (no construido)
- Plano de conjunto. Centro Médico Nacional, Ciudad de México, 1956 (coautor)
- Mortuorio General del Centro Médico Nacional, Ciudad de México, 1957 (coautor)
- Hospital Nacional de Nutrición, Ciudad de México, 1957 (coautor)
- Hospital General (IMSS), Zacapu, Michoacán, 1960
- Conjunto Médico Social (IMSS), Cadereyta, Nuevo León, 1962
- Conjunto Médico Social (IMSS), Linares, Nuevo León, 1962
- Conjunto Médico Social (IMSS),Sabinas, Nuevo León, 1962
- Clínica-hospital (IMSS), Villa Allende, Nuevo León, 1962
- Clínica-hospital (IMSS), General Terán, Nuevo León, 1962
- Clínica auxiliar (IMSS), Hualahuises, Nuevo León, 1962
- Clínica auxiliar (IMSS), Monte Morelos, Nuevo León, 1962
- Clínica auxiliar (IMSS), Villa Juárez, Nuevo León, 1962
- Clínica auxiliar (IMSS), Apodaca, Nuevo León, 1962
- Conjunto Médico Social Administrativo (IMSS), Aguascalientes, Aguascalientes, 1963
- Hospital de Gíneco-obstetricia y pediatría (IMSS), San Luis Potosí, San Luis Potosí, 1969
- Hospital de Gíneco-obstetricia y pediatría (IMSS), Mexicali, Baja California, 1970
- Hospital General (ISSSTE), Morelia, Michoacán, 1970